# Skamni Saddle
Der Skamni Saddle (englisch; bulgarisch седловина Скамни sedlowina Skamni) ist ein 1,3 km langer, 1750 m hoher und vereister Bergsattel im westantarktischen Ellsworthland. In der nördlichen Sentinel Range des Ellsworthgebirges liegt er 4,6 km nordwestlich des Mount Ulmer, 13 km östlich bis südlich des nördlichen Endes des Hauptkamms der Sentinel Range und 12 km südwestlich des Kipra Gap zwischen dem Mount Wyatt Earp im Nordwesten und dem Matsch Ridge in den Gromshin Heights im Südosten.
US-amerikanische Wissenschaftler kartierten ihn 1961. Die bulgarische Kommission für Antarktische Geographische Namen benannte ihn 2014 nach einer Landspitze an der bulgarischen Schwarzmeerküste.